# Woodsia × kansana
Woodsia × kansana là một loài dương xỉ trong họ Woodsiaceae. Loài này được R.L. Brooks mô tả khoa học đầu tiên năm 1982.